# Ophiusa vesta
Ophiusa vesta är en fjärilsart som beskrevs av Eugen Johann Christoph Esper 1789. Ophiusa vesta ingår i släktet Ophiusa och familjen nattflyn. Inga underarter finns listade i Catalogue of Life.